# Star Wars Episode I: Jedi Power Battles
Star Wars Episode I: Jedi Power Battles — відеогра жанру action-adventure за мотивами «Зоряних війн», випущена LucasArts в 2000 році. Події гри відбуваються паралельно з подіями першого епізоду. Реліз відбувся в Північній Америці для PlayStation 31 березня 2000. Згодом гра вийшла на Sega Dreamcast і Game Boy Advance.

## Ігровий процес

### Основи
Гравець керує одним з джедаїв, яких пропонується п'ятеро на вибір. Персонаж переміщується рівнями з фіксованим кутом огляду та знищує різноманітних ворогів. Головна зброя — світловий меч, яким можна не тільки вбивати ворогів, а й відбивати постріли бластерів. Також можна блокувати атаки найближчого супротивника. Для спеціальних атак можна використовувати предмети і Силу. Здоров'я і Сила поповнюються спеціальними предметами. Існують посилення, що збільшують меч, або роблять його подвійним. Місцями трапляються головоломки, наприклад де слід розрахувати момент стрибка, та битви з босами. Один гравець може грати як в кампанію, так і в мультиплеєр з іншим гравцем. Версія для Dreamcast має два додаткових режими — навчальний і дуель.

### Персонажі
Грабельними персонажами є: Магістр Квай-Гон Джинн, Падаван Обі-Ван Кенобі, Магістр Мейс Вінду, Магістр Аді Галлія (немає у версії для GBA), Магістр Пло Кун (немає у версії для GBA). Крім того наявні персонажі, що відкриваються при проходженні гри за стандартних персонажів: Королева Амідала, Капітан Панака, Лорд Ситхів Дарт Мол, Магістр Ордена Джедаїв Кі-Аді-Мунді (тільки у версії для Dreamcast).

### Рівні
Гра складається з 10-и рівнів: Торговий Корабель Федерації, Болота Набу, Місто Тід, Палац Тіда, Татуїн, Корусант, Руїни, Вулиці Тіда, Наскельний Палац, Фінальна Битва.
Після проходження всієї гри певним персонажем розблоковуються додаткові рівні:
- «Droidekas!» — гравець нападає бойовим дроїдом (Дроідеком) на Палац Тіда.
- «Kaadu Race!» — перегони через болота.
- «Gungan Roundup!» — гра гунганів схожа на футбол, за винятком того, що Джа-Джа Бінкс виступає в ролі м'яча.
- «Survival Challenge!» — в цьому режимі слід подолати 100 ворогів 10-и різновидів. За проходження рівня гравець отримає дуже сильний Досконалий Світовий Меч, який вбиває ворогів (крім босів) з одного удару.